# Girl, Positive
Girl, Positive is een televisiefilm uit 2007 onder regie van Peter Werner.
Zowel Andrea Bowen als Jennie Garth wonnen een Prism Award voor hun acteerprestatie in de film.

## Verhaal
Rachel is een typische zeventienjarige Amerikaanse scholier, die net als haar leeftijdgenoten zorgeloos experimenteert met seks.
Als uitkomt dat Jason, die al op de universiteit zat en daar enkele maanden eerder omkwam bij een auto-ongeval, drugverslaafd en daardoor hiv-positief was raakt ze in paniek.
Een jaar eerder heeft ze immers een eenmalig seksueel contact met hem gehad.
Intussen komt vervangleerkracht Sarah Bennett voor haar klas staan.
Zij leeft al jaren met de ziekte die haar vroeger bijna fataal werd, en moet zware medicatie nemen om ze te onderdrukken.
Ze werkt als vrijwilligster bij een hiv-centrum.
Via haar komt ook Rachel bij dat centrum terecht, waar ze stiekem een hiv-sneltest uitvoert.
Sarah ontdekt dat en spoort haar aan tot een bloedtest na het positieve resultaat ervan.
Inmiddels heeft Rachel haar vriendje Greg opgebiecht dat ze mogelijk hiv heeft opgelopen.
Ook hij raakt daardoor in paniek en laat haar vallen.
Ondanks zijn belofte om te zwijgen vertelt hij het thuis aan zijn moeder, die Rachels moeder ermee confronteert alsook het aan de hele buurt doorbazuint.
Het gerucht gaat de school rond; velen paniekeren en gaan naar het centrum voor een test.
Ten slotte gaat Rachel naar de dokter die slecht nieuws voor haar heeft na haar bloedonderzoek.

## Rolverdeling
| Acteur              | Personage      | Opmerkingen                    |
| ------------------- | -------------- | ------------------------------ |
| Andrea Bowen        | Rachel Sandler | Protagoniste                   |
| Jennie Garth        | Sarah Bennett  | Lerares met HIV                |
| Rhoda Griffis       | Karen Sandler  | Rachels moeder                 |
| Nathan Anderson     | Tom Willey     | Vice-schooldirecteur           |
| Evan Gamble         | Greg Markwell  | Rachels vriendje               |
| Andrew Matthews     | Mark           | Rachels buurjongen             |
| Erik von Detten     | Jason          | Marks oudere broer             |
| S. Epatha Merkerson | Ariel Winters  | Hulpverleenster in hiv-centrum |